# Заяндеруд

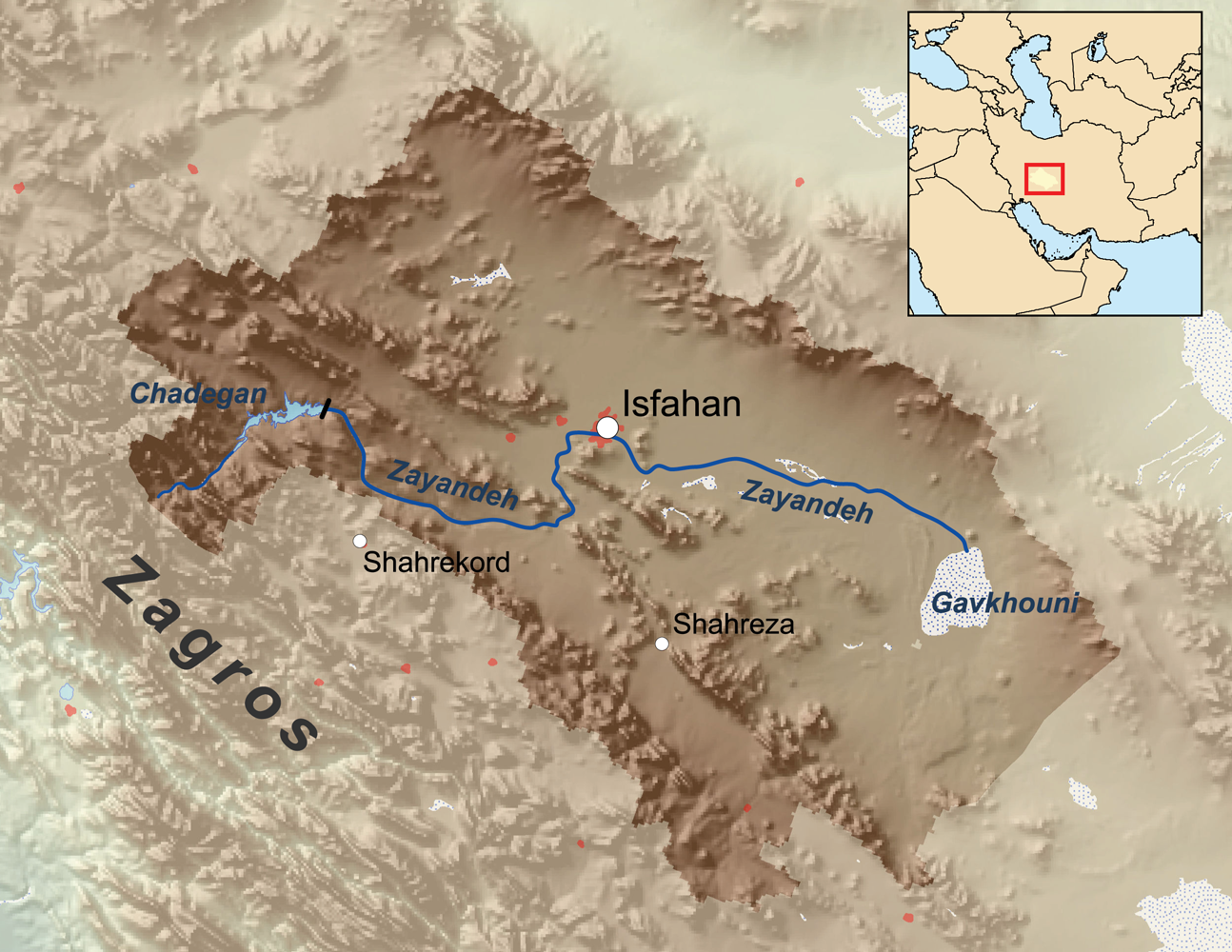
Мапа річки Заянде і басейну Заянде/Гавхуні

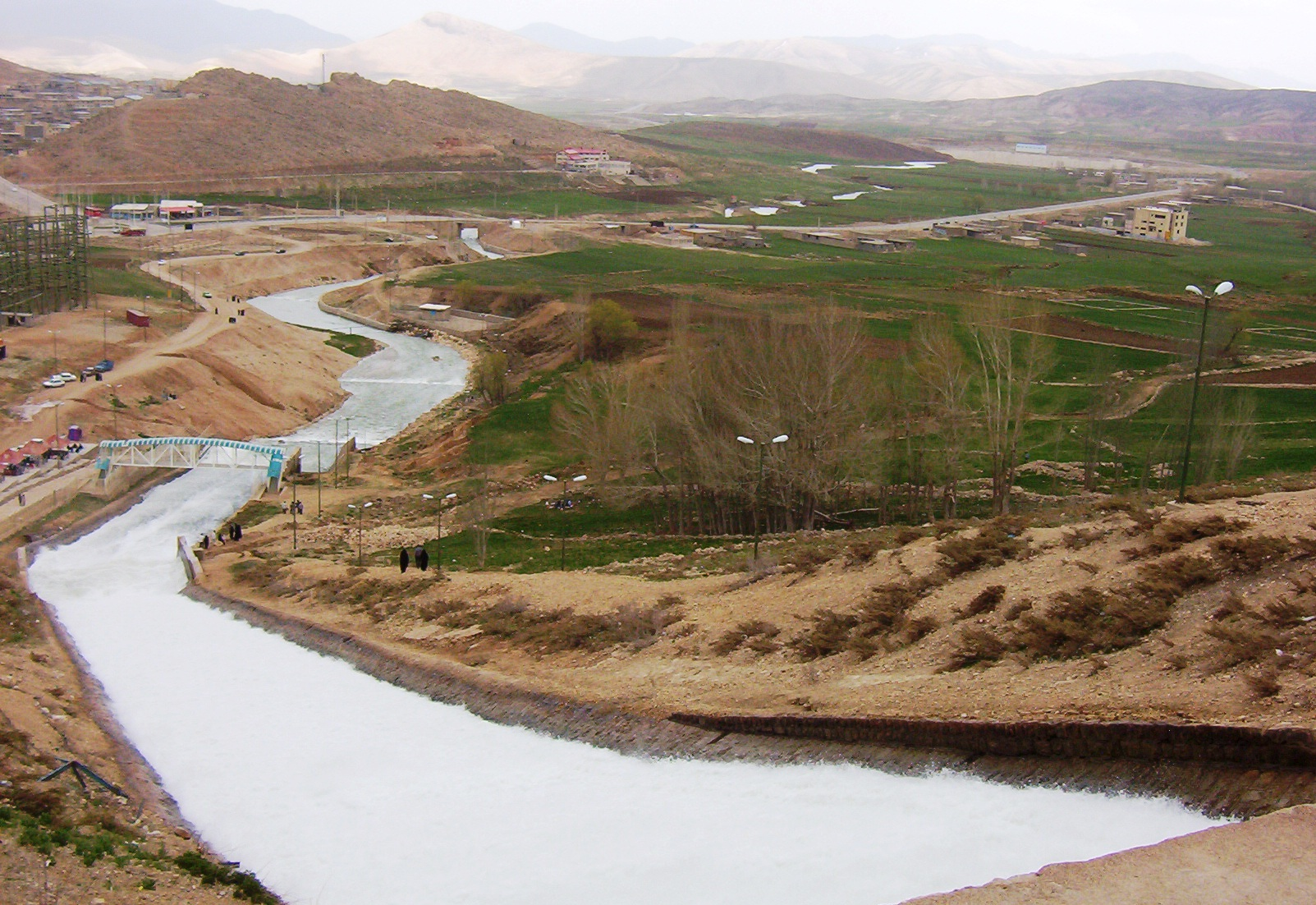
Біля витоків Заяндеруд, тунель Кухранг забирає воду зсередини гірського хребта Загрос

Заяндеруд (перс. زاینده رود, від زاینده zɑːjændɛ «той, що дає життя» і رود rʊːd «річка») — найбільша річка Центральноіранського плато. На початку 2010-х років у нижній течії річка висохла повністю в результаті кількох років сезонних посух.
Заяндеруд бере початок у гірському хребті Загрос і протікає 400 км на схід, де впадає в болото Гавхуні, сезонне солоне озеро на південний схід від Ісфахана. Раніше Заянде не пересихала впродовж усього року, що вирізняло її з-поміж інших сезонних річок Ірану, але нині пересихає не досягаючи Ісфагана через відбір води. Вздовж річного русла побудовано багато історичних мостів епохи Сефевідів, а на її берегах розкинулось багато парків.
Середньорічна температура води в річці змінюється від 3 °C біля витоків до 29 °C біля гирла. Площа зрошуваних земель у басейні Заянде становить 2700 км². Перед тим як пересохнути витрата води на особу сягає 240 л/день у міських районах і 150 л/день у сільських. За розрахунками у 1970-х роках річний стік становив 1,2 км³, або 38 м³/с.

## Історія
Люди жили на берегах Заяндеруд впродовж тисяч років. Найбільш раннє свідчення людських помешкань знайдено в печерному районі Кале Бозі поблизу Дізіче на південний захід від Ісфахана. Більш як 40 тис. років тому група палеолітичних мисливців (неандертальців) використовувала печери Кале Бозі як укриття для сезонного та тимчасового помешкання, й залишила по собі кам'яні знаряддя та кістки убитих тварин.
У 6-му тисячолітті до н. е. на берегах Заянде процвітала доісторична культура Заяндеруд.
Річка Заянде перетинає місто Ісфахан, один із основних культурних і економічних центрів Ірану. У 17 ст. Шейх Бахаї (впливовий вчений і радник династії Сефевідів) спроектував і побудував систему каналів (мааді), щоб подати воду до передмість Ісфахана. Завдяки цьому населення і економіка міста зросли, що зробило Ісфахан впливовим центром. Місцевість навколо міста перетворилась на зелену оазу посеред пустелі.
Артур Поп (американський археолог і дослідник перського мистецтва) похований разом зі своєю дружиною на березі річки. Річард Фрай (американський дослідник Ірану і Центральної Азії) також заповів, щоб його поховали там.

## Мости

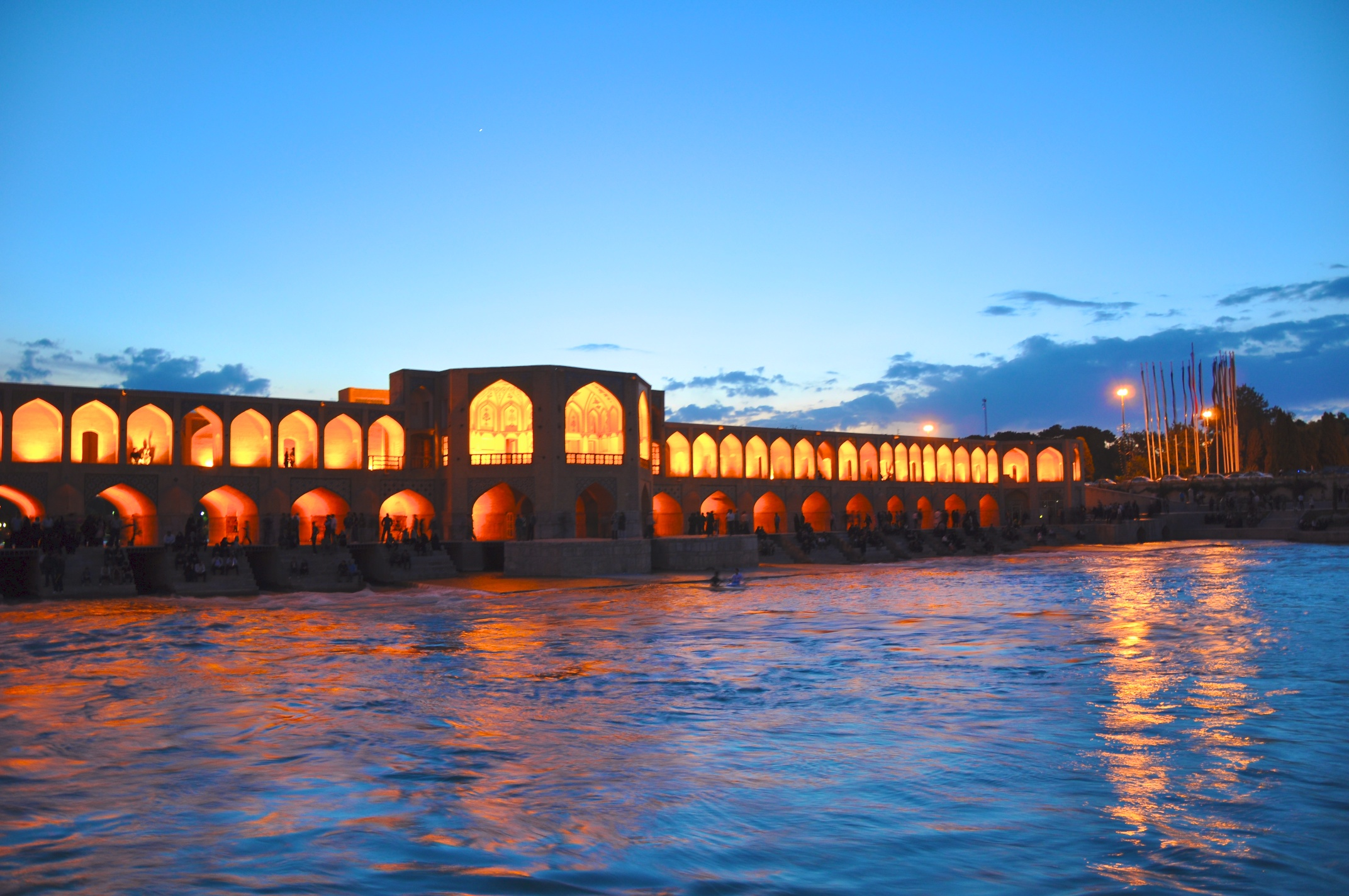
Міст Хаджу

Існує багато нових і старих мостів (поль) через річку Заянде. Найстаріший із них, Шахрестан, побудований у 5 ст. і місцеві жителі все ще використовують його як пішохідний.
Мости через Заяндеруд в Ісфахані:
| - Марнан побудований 1599 (пішохідний) - Вагід побудований 1976 - Вагід II побудований 2007 - Фелезі побудований у 1950-х - Азар побудований 1976 - Сі-о-Се Поль побудований 1632 (пішохідний) - Фірдоусі побудований у 1980-х | - Джуї побудований у 17 ст. (пішохідний) - Хаджу побудований у 1650 (пішохідний) - Бозорґмехр побудований у 1970-х - Гадір побудований 2000 - Шахрестан побудований у 11 ст. (фундамент — 5 ст.) (пішохідний) |

## ГЕС
На річці розташовано ГЕС Заяндеруд (також Чадеган, Шах-Аббас).

## Відпочинок
На берегах Заяндеруд в Ісфахані багато мостів, парків, веслових човнів і традиційних ресторанів. Все це, разом із іншими пам'ятками Ісфахана, приваблює щороку безліч туристів з Ірану та інших країн.